# Liste von Namensreaktionen/F
| Entdecker                                              | Jahr                | Reagenzien                                                                                          | Kurzbeschreibung                                                                                         | Zielmolekül(e)                                                  | Quelle               |
| Faworski-Umlagerung                                    | Faworski-Umlagerung | Faworski-Umlagerung                                                                                 | Faworski-Umlagerung                                                                                      | Faworski-Umlagerung                                             | Faworski-Umlagerung  |
| ------------------------------------------------------ | ------------------- | --------------------------------------------------------------------------------------------------- | --- | --------------------------------------------------------------- | -------------------- |
| Alexei Jewgrafowitsch Faworski                         | 1895                | α-Halogenketone, Base                                                                               | Umlagerung                                                                                               | Carbonsäuren/-ester/-amide                                      | [ 1 ]                |
| Reaktionsschema Faworski-Umlagerung                    |                     | | |                                                                 |                      |
| Faworski-Babayan-Reaktion (Faworski-Reaktion)          |                     | | |                                                                 |                      |
| Alexei Jewgrafowitsch Faworski, A. Babayan             | 1905                | Alkine, Carbonylverbindungen, Base                                                                  | Deprotonierung des Alkins, Nukleophiler Angriff                                                          | α-Carbonylalkene (bei Aldehyden), α-Hydroxyalkine (bei Ketonen) | [ 2 ]                |
| Reaktionsschema Faworski-Reaktion                      |                     | | |                                                                 |                      |
| Feist-Bénary-Reaktion                                  |                     | | |                                                                 |                      |
| Franz Feist, Erich Bénary                              | 1902, 1911          | α-Halogenketone, β-Ketoester, Base                                                                  | basenkatsalysierte Kondensation mit Ringschluss                                                          | Furane                                                          | [ 3 ]                |
| Reaktionsschema Feist-Bénary-Reaktion                  |                     | | |                                                                 |                      |
| Feldman-Oxygenierung                                   |                     | | |                                                                 |                      |
| Ken S. Feldman                                         | 1986                | Cyclopropane, Sauerstoff                                                                            | [3+2]-Cycloaddition                                                                                      | 1,2-Dioxolane                                                   | [ 4 ]                |
| Reaktionsschema Feldman-Oxygenierung                   |                     | | |                                                                 |                      |
| Feldman-Synthese                                       |                     | | |                                                                 |                      |
| Ken S. Feldman                                         | 1988                | Vinylcyclopropane, Alkene/Alkine, Radikalbildner                                                    | radikalische Addition                                                                                    | Vinylcyclopentane/-pentene                                      | [ 5 ]                |
| Reaktionsschema Feldman-Synthese                       |                     | | |                                                                 |                      |
| Feldman-Indolsynthese                                  |                     | | |                                                                 |                      |
| Ken S. Feldman                                         | 1995                | N‐Phenyl‐p‐toluolsulfonamid, Phenyl(propinyl)iodoniumtriflat, Butyllithium                          | Lithiierung, Addition des Amins an das Alkin, Abspaltung Iodbenzol und Carbenbildung, Cyclisierung       | Indole                                                          | [ 6 ]                |
| Felkin-En-Cyclisierung                                 |                     | | |                                                                 |                      |
| Hugh Felkin                                            | 1972                | Butadien, Grignard-Allyl-Reagenzien, Nickel-Triphenylphosphin-Komplexe                              | Cyclisierung                                                                                             | Vinylcyclopentane                                               | [ 7 ]                |
| Fenton-Reaktion                                        |                     | | |                                                                 |                      |
| Henry John Horstman Fenton                             | 1894                | organische Verbindungen, Wasserstoffperoxid, Eisensalze                                             | Oxidation                                                                                                | Zersetzung der organischen Verbindungen                         | [ 8 ]                |
| Ferrario-Ackermann-Reaktion (Ferrario-Reaktion)        |                     | | |                                                                 |                      |
| M. E. Ferrario, Fritz Ackermann                        | 1911                | Diarylether, Schwefel, Aluminium(III)-chlorid                                                       | Cyclisierung                                                                                             | Phenoxathiine                                                   | [ 9 ] [ 10 ]         |
| Reaktionsschema Ferrario-Ackermann-Reaktion            |                     | | |                                                                 |                      |
| Feringa–Pfaltz-asymmetrische Michael-Addition          |                     | | |                                                                 |                      |
| Ben Feringa, Andreas Pfaltz                            | 1997                | α,β-ungesättigte Ketone, Dialkylzinkverbindungen, BINOL, Cu(II)-Katalysator                         | Michael-Addition                                                                                         | stereoselektive Alkylierung in β-Position                       | [ 11 ] [ 12 ]        |
| Ferrier-Reaktion (Ferrier-I-Umlagerung)                |                     | | |                                                                 |                      |
| Robert J. Ferrier                                      | 1962                | 2,3-ungesättigte Monosaccaride, Lewis-Säure                                                         | Umlagerung                                                                                               | 3,4-ungesättigte Glycoside                                      | [ 13 ]               |
| Reaktionsschema Ferrier-Reaktion                       |                     | | |                                                                 |                      |
| Ferrier-Carbocyclisierung (Ferrier-II-Umlagerung)      |                     | | |                                                                 |                      |
| Robert J. Ferrier                                      | 1979                | Enolether, Quecksilber(II)-salz                                                                     | Umlagerung                                                                                               | Ketone                                                          | [ 14 ]               |
| Reaktionsschema Ferrier-II-Umlagerung                  |                     | | |                                                                 |                      |
| Fétizon-Oxidation                                      |                     | | |                                                                 |                      |
| Marcel Fétizon                                         | 1968                | Alkohole, an Kieselgur adsorbiertes Silber(I)-carbonat                                              | Oxidation                                                                                                | Carbonylverbindungen                                            | [ 15 ]               |
| Reaktionsschema Fétizon-Oxidation                      |                     | | |                                                                 |                      |
| Ficini-Claisen-Umlagerung                              |                     | | |                                                                 |                      |
| Jacqueline Ficini                                      | 1966                | Inamine, Allylalkohole, Säure                                                                       | Bildung eines Aminoacetals, Claisen-Umlagerung                                                           | Amide                                                           | [ 16 ]               |
| Ficini-Cycloaddition                                   |                     | | |                                                                 |                      |
| Jacqueline Ficini                                      | 1972                | Inamine, Enone                                                                                      | [2+2]-Cycloaddition                                                                                      | Cyclobutene                                                     | [ 17 ]               |
| Fiesselmann-Thiophensynthese                           |                     | | |                                                                 |                      |
| Hans Fiesselmann                                       | 1954                | α,β-Alkinsäureester, Thioglycolsäurederivate, Base                                                  | doppelte Addition des Thiols, Cyclisierung, Eliminierung                                                 | Thiophene                                                       | [ 18 ]               |
| Reaktionsschema Fiesselmann-Thiophensynthese           |                     | | |                                                                 |                      |
| Finnegan-Tetrazolsynthese                              |                     | | |                                                                 |                      |
| William Finnegan                                       | 1958                | Azide, Nitrile                                                                                      | dipolare Cycloaddition                                                                                   | Tetrazole                                                       | [ 19 ]               |
| Finkelstein-Reaktion                                   |                     | | |                                                                 |                      |
| Hans Finkelstein                                       | 1910                | Halogenalkane, Natriumiodid                                                                         | Halogenaustausch durch nucleophile Substitution                                                          | Iodalkane                                                       | [ 20 ]               |
| Reaktionsschema Finkelstein-Reaktion                   |                     | | |                                                                 |                      |
| Fischer-Oxazolsynthese                                 |                     | | |                                                                 |                      |
| Emil Fischer                                           | 1896                | Cyanhydrine, Aldehyde, Salzsäure                                                                    | Kondensation                                                                                             | Oxazole                                                         | [ 21 ]               |
| Reaktionsschema Fischer-Oxazolsynthese                 |                     | | |                                                                 |                      |
| Fischersche Indolsynthese                              |                     | | |                                                                 |                      |
| Emil Fischer                                           | 1883                | Arylhydrazine, Ketone                                                                               | Bindung eines Arylhydrazons, [3,3]-sigmatrope Umlagerung, Addition, Eliminerung                          | Indole                                                          | [ 22 ]               |
| Reaktionsschema Fischer-Indolsynthese                  |                     | | |                                                                 |                      |
| Fischer-Phenylhydrazin-Synthese                        |                     | | |                                                                 |                      |
| Emil Fischer                                           | 1875                | aromatische Amine, Natriumsulfit, Säure                                                             | Bildung einer Hydrazinsulfonsäure, Hydrolyse                                                             | Phenylhydrazine                                                 | [ 23 ]               |
| Reaktionsschema Fischer-Phenylhydrazin-Synthese        |                     | | |                                                                 |                      |
| Fischer-Phenylhydrazon- und Osazonsynthese             |                     | | |                                                                 |                      |
| Emil Fischer                                           | 1887                | Aldehyde/Ketone, Phenylhydrazin                                                                     | Kondensation                                                                                             | Phenylhydrazone und Osazone                                     | [ 24 ]               |
| Fischer-Helferich-Glycosylierung                       |                     | | |                                                                 |                      |
| Emil Fischer, Burckhardt Helferich                     | 1893                | Monosaccharide, Alkohole/Thiole, Säure                                                              | Glykosylierung                                                                                           | O- oder S-Glycoside                                             | [ 25 ]               |
| Reaktionsschema Fischer-Helferich-Glycosylierung       |                     | | |                                                                 |                      |
| Fischer-Hepp-Umlagerung                                |                     | | |                                                                 |                      |
| Otto Fischer, Eduard Hepp                              | 1886                | aromatisches Nitrosamin, Salzsäure                                                                  | Umlagerung                                                                                               | aromatische Nitrosoverbindung                                   | [ 26 ]               |
| Reaktionsschema Fischer-Hepp-Umlagerung                |                     | | |                                                                 |                      |
| Fischer-Hafner-Synthese                                |                     | | |                                                                 |                      |
| Ernst Otto Fischer, Walter Hafner                      | 1955                | Metallchloride, Aluminium, Aromaten                                                                 | Metathese                                                                                                | Bis(aren)metall-Komplexe                                        | [ 27 ]               |
| Fischer-Peptidsynthese                                 |                     | | |                                                                 |                      |
| Emil Fischer                                           | 1903                | α-Chlorcarbonsäurechloride, Aminosäureester, Acetylchlorid, Phosphorpentachlorid                    | Bildung eines Amides, Hydrolyse, Bildung eines Säurechlorids, Amidierung mit einem neuen Aminosäureester | Peptide                                                         | [ 28 ]               |
| Fischer-Tropsch-Synthese                               |                     | | |                                                                 |                      |
| Franz Fischer, Hans Tropsch                            | 1925                | Kohle, Wasser, Übergangsmetallkatalysator                                                           | Kohlevergasung, katalytische Hydrierung von CO                                                           | Kohlenwasserstoffe                                              | [ 29 ]               |
| Fischer-Veresterung                                    |                     | | |                                                                 |                      |
| Emil Fischer                                           | 1895                | Carbonsäuren, Alkohole, Säure                                                                       | katalytische Veresterung von Carbonsäuren                                                                | Carbonsäureester                                                | [ 30 ]               |
| Reaktionsschema Fischer-Veresterung                    |                     | | |                                                                 |                      |
| Fleming-Mah-Anthracensynthese                          |                     | | |                                                                 |                      |
| Ian Fleming, Talat Mah                                 | 1975                | Brombenzole, Ketenacetale, Natriumamid, Natriumborhydrid, Lithiumtetramethylpiperidid, Chlorbenzole | [2+2]-Cycloaddition und Hydrierung zum Benzocyclobutanol, Cyclisierung und Aromatisierung                | Anthracene                                                      | [ 31 ]               |
| Fleming-Tamao-Oxidation                                |                     | | |                                                                 |                      |
| Ian Fleming, Kohei Tamao                               | 1983                | organische Siliciumverbindungen, Wasserstoffperoxid, Kaliumfluorid                                  | Oxidation                                                                                                | primäre und sekundäre Alkohole                                  | [ 32 ] [ 33 ]        |
| Reaktionsschema Fleming-Tamao-Oxidation                |                     | | |                                                                 |                      |
| Flood-Reaktion                                         |                     | | |                                                                 |                      |
| E.A. Flood                                             | 1933                | Hexaalkyldisiloxane, Schwefelsäure, Ammoniumchlorid/-fluorid                                        | Spaltung der Si-O-Bindungen durch Halogenid                                                              | Trialkylsilylhalogenide                                         | [ 34 ]               |
| Reaktionsschema Flood-Reaktion                         |                     | | |                                                                 |                      |
| Fokin-Triazolsynthese (Click)                          |                     | | |                                                                 |                      |
| Valery Fokin                                           | 2002                | Alkine, Azide, Kupfersulfat, Natriumascorbat                                                        | kupferkatalysierte Cycloaddition                                                                         | Triazole                                                        | [ 35 ]               |
| Forster-Diazoketonsynthese (Forster-Reaktion)          |                     | | |                                                                 |                      |
| Martin Onslow Forster                                  | 1915                | α-Ketoxime, Chloramin                                                                               | nukleophile Substitution am Chloramin, Wasserabspaltung, Abspaltung eines Protons                        | Diazoketone                                                     | [ 36 ]               |
| Reaktionsschema Forster-Diazoketonsynthese             |                     | | |                                                                 |                      |
| Forster-Decker-Reaktion                                |                     | | |                                                                 |                      |
| Martin Onslow Forster, Hermann Decker                  | 1899, 1913          | Primäre Amine, Benzaldehyd, Halogenalkane                                                           | Bildung eines Imins, Alkylierung, Hydrolyse unter Abspaltung von Benzaldehyd                             | sekundäre Amine                                                 | [ 37 ] [ 38 ]        |
| Reaktionsschema Forster-Decker-Reaktion                |                     | | |                                                                 |                      |
| Franchimont-Reaktion                                   |                     | | |                                                                 |                      |
| Antoine Paul Nicolas Franchimont                       | 1872                | α-Bromcarbonsäure, Natriumcyanid                                                                    | Kondensation                                                                                             | 1,2-Dicarbonsäuren                                              | [ 39 ]               |
| Reaktionsschema Franchimont-Reaktion                   |                     | | |                                                                 |                      |
| Frankel-Shibasaki-Umlagerung                           |                     | | |                                                                 |                      |
| E. N. Frankel, Masakatsu Shibasaki                     | 1968/84             | Allylamine, Chromtricarbonyl                                                                        | Umlagerung                                                                                               | Enamine                                                         | [ 40 ] [ 41 ]        |
| Frankland-Duppa-Reaktion                               |                     | | |                                                                 |                      |
| Edward Frankland, B.F. Duppa                           | 1863                | Oxalsäuredialkylester, Halogenalkane, Zink, Säure                                                   | Reduktion                                                                                                | 2-Hydroxycarbonsäurealkylester                                  | [ 42 ] [ 43 ]        |
| Reaktionsschema Frankland-Duppa-Reaktion               |                     | | |                                                                 |                      |
| Frankland-Synthese                                     |                     | | |                                                                 |                      |
| Edward Frankland                                       | 1849                | Alkylhalogenide, Zink                                                                               | Metathese                                                                                                | Alkylzinkverbindungen                                           | [ 44 ]               |
| Reaktionsschema Frankland-Synthese                     |                     | | |                                                                 |                      |
| Fráter-Seebach-Alkylierung                             |                     | | |                                                                 |                      |
| Georg Fráter, Dieter Seebach                           | 1980                | β-Hydroxyester, Base, Halogenalkane                                                                 | diastereoselektive Alkylierung                                                                           | Knüpfung einer C-C-Bindung in α-Stellung                        | [ 45 ] [ 46 ]        |
| Reaktionsschema Fráter-Seebach-Alkylierung             |                     | | |                                                                 |                      |
| Freudenberg–Schönberg-Thiophenolsynthese               |                     | | |                                                                 |                      |
| Karl Freudenberg, Alexander Schönberg                  | 1927/30             | Phenole, Thiocarbamate                                                                              | nucleophiler Angriff, Umlagerung, Hydrolyse                                                              | Thiophenole                                                     | [ 47 ] [ 48 ]        |
| Freund-Reaktion                                        |                     | | |                                                                 |                      |
| August Freund                                          | 1882                | 1,3-Dibrompropan, Natrium                                                                           | Cyclisierung mittels einer intramolekularen Wurtzschen Synthese                                          | Cyclopropan                                                     | [ 49 ]               |
| Reaktionsschema Freund-Reaktion                        |                     | | |                                                                 |                      |
| Friedel-Crafts-Acylierung                              |                     | | |                                                                 |                      |
| Charles Friedel, James Crafts                          | 1877                | Aromaten, Carbonsäurechloride, Aluminiumtrichlorid                                                  | elektrophile aromatische Substitution                                                                    | Acylaromaten                                                    | [ 50 ]               |
| Reaktionsschema Friedel-Crafts-Acylierung              |                     | | |                                                                 |                      |
| Friedel-Crafts-Alkylierung                             |                     | | |                                                                 |                      |
| Charles Friedel, James Crafts                          | 1877                | Aromaten, Cloralkane, Aluminiumtrichlorid                                                           | elektrophile aromatische Substitution                                                                    | Alkylaromaten                                                   | [ 50 ]               |
| Reaktionsschema Friedel-Crafts-Alkylierung             |                     | | |                                                                 |                      |
| Friedländer-Chinolinsynthese                           |                     | | |                                                                 |                      |
| Paul Friedländer                                       | 1882                | α-Aminoaldehyde/-ketone, Aldehyde/Ketone                                                            | Aldolkondensation, interamolekulare Addition, Eliminierung                                               | Chinoline                                                       | [ 51 ]               |
| Reaktionsschema Friedländer-Chinolinsynthese           |                     | | |                                                                 |                      |
| Fries-Umlagerung                                       |                     | | |                                                                 |                      |
| Karl Theophil Fries                                    | 1908                | Phenolester, Lewis-Säure                                                                            | Umlagerung                                                                                               | 2- oder 4-Ketophenole                                           | [ 52 ]               |
| Reaktionsschema Fries-Umlagerung                       |                     | | |                                                                 |                      |
| Fritsch-Buttenberg-Wiechell-Umlagerung                 |                     | | |                                                                 |                      |
| Paul Fritsch, Wilhelm Buttenberg, Heinrich Wiechell    | 1894                | 1,1-Diaryl-2-bromalkene, Base                                                                       | Umlagerung                                                                                               | 1,2-Diarylalkine                                                | [ 53 ] [ 54 ] [ 55 ] |
| Reaktionsschema Fritsch-Buttenberg-Wiechell-Umlagerung |                     | | |                                                                 |                      |
| Fürstner-Indolsynthese                                 |                     | | |                                                                 |                      |
| Alois Fürstner                                         | 1995                | Oxoamide, Titan(III)-chlorid, KC8                                                                   | Bildung eines Titan-Graphit-Reagenzes, McMurry-Reaktion                                                  | Indole                                                          | [ 56 ]               |
| Reaktionsschema Fürstner-Indol-Synthese                |                     | | |                                                                 |                      |
| Fujimoto-Belleau-Reaktion                              |                     | | |                                                                 |                      |
| George I. Fujimoto, Bernhard Belleau                   | 1951                | Enollactone, Grignard-Reagenzien                                                                    | Austausch eines Ring-Sauerstoffatoms gegen Kohlenstoff                                                   | α-substituierte-α,β-ungesättigte Ketone                         | [ 57 ] [ 58 ]        |
| Reaktionsschema Fujimoto-Belleau-Reaktion              |                     | | |                                                                 |                      |
| Fujiwara-Lanthanoiden-Reaktion                         |                     | | |                                                                 |                      |
| Yuzo Fujiwara                                          | 1988                | Ketone bzw. Aldehyde/Aldimine, Lanthanoidmetalle (Ytterbium)                                        | radikalische Kupplung                                                                                    | Diole bzw. Diketone/Diimine                                     | [ 59 ]               |
| Fujiwara-Moritani-Alkenylierung                        |                     | | |                                                                 |                      |
| Yoshiyuki Fujiwara, Ichiro Moritani                    | 1969                | Aromaten, Alkene, Palladium(II)-Katalysator                                                         | Kupplung                                                                                                 | Vinylaromaten                                                   | [ 60 ]               |
| Fujiwara-Reaktion                                      |                     | | |                                                                 |                      |
| Yoshiyuki Fujiwara                                     | 1983                | Aromaten, Kohlenstoffmonoxid, Palladium(II)-acetat                                                  | Oxidation                                                                                                | aromatische Carbonsäuren                                        | [ 61 ]               |
| Fukuyama-Aminsynthese                                  |                     | | |                                                                 |                      |
| Tohru Fukuyama                                         | 1995                | primäre Amine, Alkohole, 2,4-Dinitrobenzolsulfonylchlorid, DEAD, Triphenylphosphin, Thiophenol      | Bildung eines Sulfonamides, Mitsunobu-Reaktion                                                           | sekundäre Amine                                                 | [ 62 ]               |
| Reaktionsschema Fukuyama-Aminsynthese                  |                     | | |                                                                 |                      |
| Fukuyama-Indolsynthese                                 |                     | | |                                                                 |                      |
| Tohru Fukuyama                                         | 1994                | ο-Isocyanostyrole, Tributylzinnhydrid, AIBN                                                         | radikalische Cyclisierung                                                                                | Indole                                                          | [ 63 ]               |
| Reaktionsschema Fukuyama-Indolsynthese                 |                     | | |                                                                 |                      |
| Fukuyama-Kupplung                                      |                     | | |                                                                 |                      |
| Tohru Fukuyama                                         | 1998                | Thioester, Zinkorganyle, Palladium-Katalysator                                                      | Kupplung                                                                                                 | Ketone                                                          | [ 64 ]               |
| Reaktionsschema Fukuyama-Kupplung                      |                     | | |                                                                 |                      |
| Fukuyama-Reduktion                                     |                     | | |                                                                 |                      |
| Tohru Fukuyama                                         | 1990                | Thioester, Triethylsilan, Palladium                                                                 | Reduktion, Palladium-katalysierte Kreuzkupplung                                                          | Aldehyde                                                        | [ 65 ]               |
| Reaktionsschema Fukuyama-Reduktion                     |                     | | |                                                                 |                      |
| Fürstner-Kupplung                                      |                     | | |                                                                 |                      |
| Alois Fürstner                                         | 2002                | Arylchloride/-tosylate/-triflate, Grignard-Verbindungen, Eisen-Katalysator                          | Kupplung                                                                                                 | Alkylsubstituierte Aromaten                                     | [ 66 ]               |